# Christophorus Bulaeus

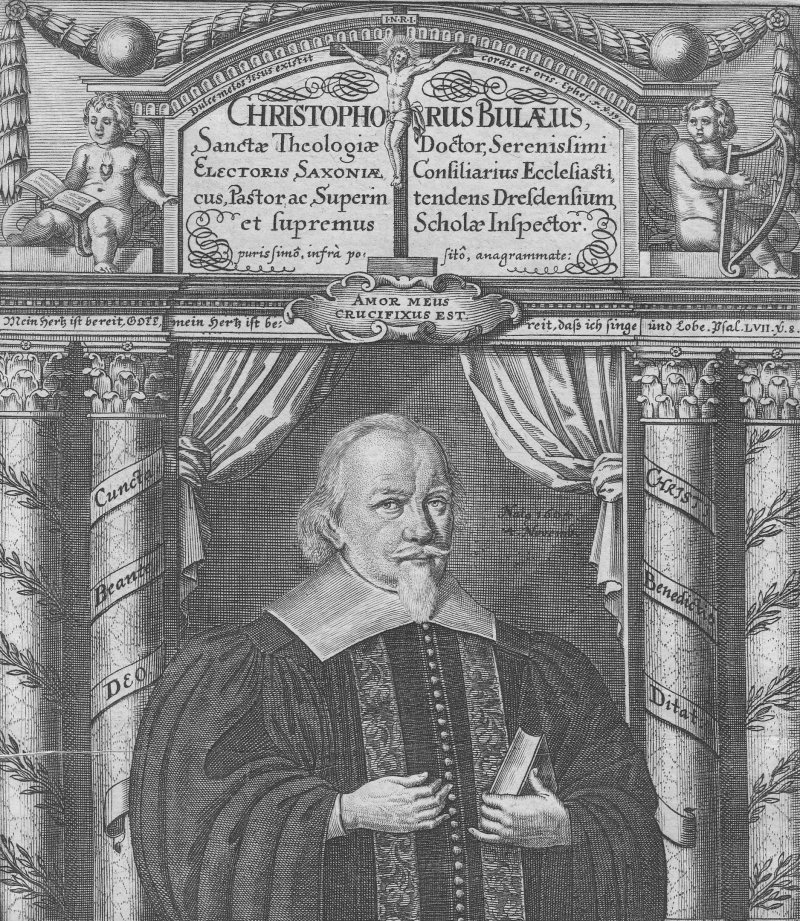
Christophorus Bulaeus, Kupferstichportrait um 1660

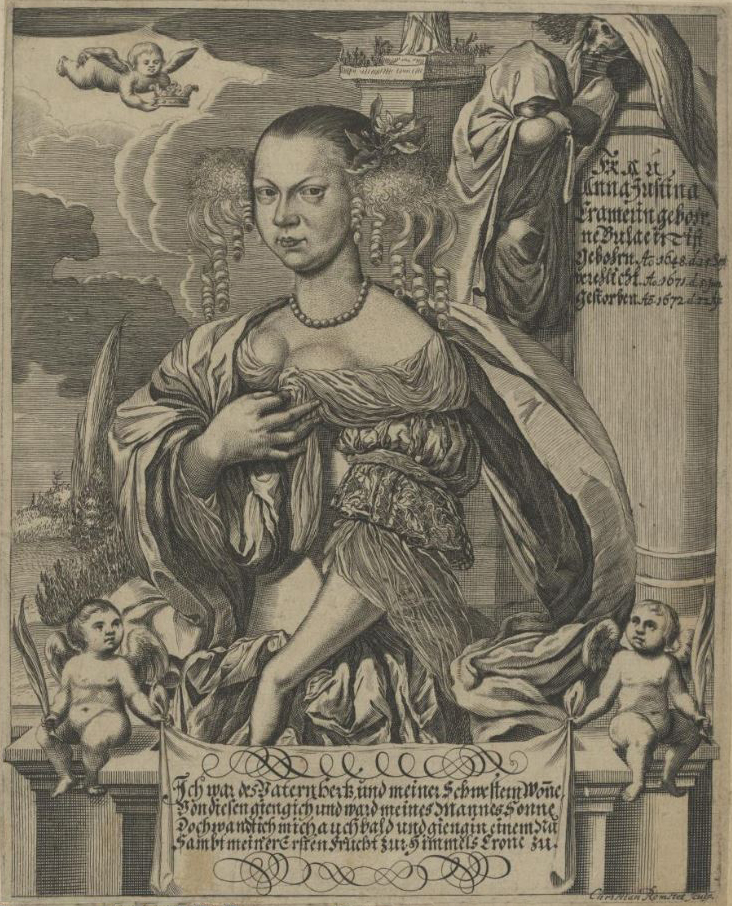
Anna Justina Cramer, geb. Bulaeus, Tochter von Christophorus und Anna Bulaeus und Ehefrau von Peter Ernst Cramer, Kupferstich von Christian Romstet

Christophorus Bulaeus (auch Christiopher oder Christoph Bulaeus, * 4. November 1602 in Kötzschenbroda; † 8. September 1677 in Dresden) war ein deutscher lutherischer Pfarrer, Theologe und Politologe.

## Leben und Wirken
Bulaeus wurde als Sohn des dortigen Pfarrers Christopher Bulaeus und dessen Frau Maria geb. Hestius in Kötzschenbroda geboren, dessen Nachfolger im Amt nach dessen Tod 1622 der Schwager Augustin Prescher wurde. Bulaeus studierte in Leipzig und Wittenberg, unter anderem bei Jakob Martini, seine Magisterschrift erschien 1624 bei Glück in Leipzig.
Er wurde, eigentlich als Pfarrer für Mutzschen vorgesehen, 1631 als SS. Theologiae Studiosus zum Professor für Rhetorik an die Universität Leipzig berufen. Im gleichen Jahr zerpflückte Bulaeus die Darlegungen zum Übertritt des ehemals evangelischen Theologen Johannes Höfer, der von dem sächsischen Kurfürsten und der Universität Leipzig aufgefordert worden war, eine Streitschrift des Jesuiten Christoph Mayer zu widerlegen, und dabei selbst zum katholischen Glauben konvertierte und Jesuit wurde. 1634 studierte Andreas Kunad bei ihm.
1635 beendete er seine Professorenlaufbahn und ging als Pfarrer nach Wurzen. Hier durchlitt und beschrieb er 1637 die sog. Kreuz- und Marterwoche. 1640 promovierte er zum Dr. theol., ab 1657 ging er als Pfarrer der Kreuzkirche und Superintendent nach Dresden. Bulaeus wurde auch kursächsischer Konsistorialrat im Kirchendienst. Hier veranlasste er 1667 die erste offizielle Reformationsfeier in Sachsen.

## Familie
Seine Frau Anna geb. Kramm verstarb 1669, Bulaeus 1677 in Dresden, begraben wurde er dort in der Frauenkirche. Verfasser der Trauerschrift für Bulaeus war der Theologe Martin Geier.
Ihre Kinder waren:
- Christoph Friedrich (1636, starb bald nach der Taufe)
- Christoph (1637 - 1640)
- Christian (1651 - 26. August 1666)
- Anna Christina verh. 1658 mit Georg Seydel, Superintendent in Annaberg
- Anna Maria verh. 23. September 1667 mit Magister Paul Bose (1630 - 1694)[4], Diakon an der Kreuzkirche
- Anna Rosina verh. 3. November 1674 mit Johann Friedrich Vollprecht, kurfürstlich-sächsischer geheimer Kammerdiener
- Anna Justina (1648 - 1672), verh. am 5. Juni 1671 mit Peter Ernst Cramer, Geheimer und Kammersekretär, starb bei der Geburt ihres ersten Kindes[5]

## Werke
- Dissertatio Ethica De Festivitate / In celeberrimâ Philuréâ ...publicè exposita à M. Christophoro Buloæ Kötzschenbrodensi Misnico … Objecta removente Casparo Seilero, Mitvveidensi, Philosoph. Candidat. Al. Elect. Ad diem 14. Augusti ..., Verfasser: Bulaeus, Christoph *1602-1677*, Erschienen: Lipsiae: Glück, 1624.
- Collegium politicum, 1630.
- Censura historiae, quam M. Ioannes Höferus de suâ ad religionem Papisticam defectione ad Serenissimum Saxoniae Electorum impotente & impudente animô perscripsit. Bulaeus, Chr., Leipzig, 1631.
- Gaius Valerius Flaccus; Christophorus Bulaeus; Lambert Alard; Marco Antonio Coccio Sabellico: C. Valerii Flacci Setini Balbi Argonauticon libri IIX. Lamp. Alardus Guilielmiades perpetuo commentario illustravit, Carrionis errores detexit, et ad Apollonii Rhodii aliorumque Argonautica contulit accessit opera ejusdem copiosissimus rerum et verborum quae in Valerio extant index... L. Carrionis... castigationes in libros Valerii Flacci. M. J. Weitzii Collectanea, observationes et notae in Valerium Flaccum. Christophorei Bulaei in Valerium Flaccum schediasmata. um 1630.